# میکلوش گابور
میکلوش گابور (مجاری: Miklós Gábor؛ ۷ آوریل ۱۹۱۹ – ۲ ژوئیهٔ ۱۹۹۸) بازیگر اهل مجارستان بود.
از فیلم‌ها یا برنامه‌های تلویزیونی که وی در آن نقش داشته‌است، می‌توان به پدر و نسل گمشده اشاره کرد.
وی همچنین برندهٔ جوایزی همچون جایزه کشوت شده‌است.